# Müelich von Prag
Müelich von Prag, auch Müllich von Prag, (* um 1285 vermutlich in Prag; † um 1350 ebenda) war ein böhmischer Minnesänger.
Über die Lebensumstände des Müelich von Prag ist nichts bekannt. Einen Teil seines Lebens lebte er vermutlich in seiner Heimatstadt. Von ihm sind vier Gedichte erhalten, zwei davon mit Melodien. Er soll außerdem eine Anzahl von Liedern geschrieben haben, die sich großer Beliebtheit erfreuten, von denen aber nichts erhalten ist.

## Quelle
- Alfred Baumgartner: Propyläen Welt der Musik: die Komponisten, Band 4, Berlin, Frankfurt 1989, ISBN 3-549-07834-X, S. 125